# Best of (album de Tokio Hotel)
Pour les articles homonymes, voir Best of.
Albums de Tokio Hotel
Humanoid City Live
(2010) Darkside of the Sun
(2011)
Singles
1. Hurricanes and Suns
Sortie : 14 décembre 2010
2. Mädchen Aus Dem All
Sortie : 14 décembre 2010

Best Of est un album du groupe Tokio Hotel. L'album reprend 18 chansons des albums Schrei, Zimmer 483 et Humanoïd. L'album est le premier best of du groupe et est sorti en 2010. Il est proposé en trois versions : une allemande, une anglaise et une Deluxe.
Il retrace les plus grands titres du groupe, de 2005 aux dernières chansons sorties en 2010. Le titre inédit Mädchen Aus Dem All y est présent, une chanson datant de l'époque de Devilish, ainsi que Hurricanes And Suns comme nouveau titre.
Dès sa sortie le 13 décembre 2010, cet album, considéré comme compilation, est placé pour sa première semaine à Taïwan deuxième du Top Occidental, mais il n'ira pas plus loin. Pour sa deuxième semaine, il ne fait plus succès, et on ne le retrouve que dans deux pays : la France et Taïwan, à des places très basse. 
En Suisse et aux Pays-Bas, il se retrouve en bas de classement. Il s'en sort mieux en Espagne, en Grèce et en Italie. Il reste six semaines dans les classements mexicains  .

## Liste des titres

### Version allemande
1. "Durch den Monsun"
2. "Der letzte Tag"
3. "Mädchen aus dem All"
4. "Übers Ende der Welt"
5. "Schrei"
6. "An deiner Seite (Ich bin da)
7. "Spring nicht"
8. "Automatisch"
9. "Lass uns laufen"
10. "Geisterfahrer"
11. "Ich brech aus
12. "Für immer jetzt"
13. "Rette mich"
14. "1000 Meere"
15. "Komm"
16. "Sonnensystem"
17. "Humanoid"
18. "Hurricanes And Suns" (Bonus Track)

### Version anglaise
1. "Darkside Of The Sun"
2. "Monsoon"
3. "Hurricanes And Suns"
4. "Ready, Set, Go!"
5. "World Behind My Wall"
6. "Scream"
7. "Automatic"
8. "Phantomrider"
9. "Break Away"
10. "Final Day"
11. "Forever Now"
12. "By Your Side"
13. "Rescue Me"
14. "1000 Oceans"
15. "Noise"
16. "Don’t Jump"
17. "Humanoid"
18. "Madchen Aus Dem All" (Bonus Track)

### Limited Deluxe edition
| DVD 1 - Music Videos 1. "Durch den Monsun" 2. "Monsoon" 3. "Schrei" 4. "Scream" 5. "Rette mich" 6. "Der letzte Tag" 7. "Wir schliessen uns ein" 8. "Übers Ende der Welt" 9. "Ready, Set, Go!" 10. "Spring nicht" 11. "Don't Jump" 12. "An deiner Seite (Ich bin da)" 13. "By Your Side" 14. "Automatisch" 15. "Automatic" 16. "Lass uns laufen" 17. "World Behind my Wall" 18. "Darkside of the Sun" | Making of 1. Making of "Monsoon" (subtitled) 2. Making of "Schrei" (lacking subtitles) 3. Making of "Übers Ende der Welt" (subtitled) 4. Making of "Spring Nicht" (lacking subtitles) 5. Making of "Automatic" (lacking subtitles) 6. Making of "World Behind My Wall" (subtitled) |